# Unione Sportiva Alessandria Calcio 1977-1978
Questa pagina raccoglie le informazioni riguardanti l'Unione Sportiva Alessandria Calcio nelle competizioni ufficiali della stagione 1977-1978.

## Stagione
Nel 1977 per l'Alessandria si chiuse definitivamente l'era-Sacco. Alla presidenza approdò Bruno Cavallo, industriale tessile astigiano, già dirigente di Asti e Mantova, abile a coltivare giovani calciatori poco conosciuti per poterli rivendere e avere, così, un ritorno economico: la sua scoperta più celebre fu quella di Giancarlo Antognoni. All'Alessandria, svuotata completamente con l'eccezione del capitano Colombo, si ripeté lo stesso copione; in questa logica rientrarono gli ingaggi dei tanti giocatori di Serie C e D.
Un campionato particolarmente difficile, poiché la prevista creazione di una quarta serie professionistica comportava otto retrocessioni, iniziò in salita per i grigi: l'11 dicembre una sconfitta a Novara relegò la squadra al quindicesimo posto e comportò l'esonero di Trebbi. Inizialmente, sotto la guida di Romano Mattè, la situazione sembrò addirittura peggiorare: il 12 marzo i grigi si ritrovarono penultimi, alla pari con Pro Patria e Audace. In aprile la squadra risalì inaspettatamente la china, e malgrado un andamento non troppo lineare, riuscì a strappare all'ultima giornata, sul campo della capolista Udinese, il punto decisivo per la permanenza in terza serie.

## Divise
| 1ª divisa | 2ª divisa |

## Organigramma societario
Area direttiva
- Presidente: Bruno Cavallo
- Consiglieri: Piero Pasero, Pier Gianni Piterà
- Segretari: Davite, Quartarone

Area tecnica
- Collaboratore tecnico: Gian Piero Simonelli
- Allenatori: Mario Trebbi (fino al 12 dicembre 1977[2]), poi Romano Mattè
- Allenatore in 2ª e giovanili: Enzo D'Andrea

Area sanitaria
- Medico sociale: Francesco Chiodi
- Massaggiatore: Sergio Viganò

## Rosa
| N. |                   | Ruolo | Calciatore           |
| -- | ----------------- | ----- | -------------------- |
|    | Italia (bandiera) | P     | Angelo Lucetti       |
|    | Italia (bandiera) | P     | Ivano Vezzulli       |
|    | Italia (bandiera) | D     | Antonio Colombo      |
|    | Italia (bandiera) | D     | Renzo Contratto      |
|    | Italia (bandiera) | D     | Marcello Di Brino    |
|    | Italia (bandiera) | D     | Pietro Molinari      |
|    | Italia (bandiera) | D     | Franco Moretti       |
|    | Italia (bandiera) | D     | Flavio Tonetto       |
|    | Italia (bandiera) | D     | Roberto Vichi        |
|    | Italia (bandiera) | C     | Gianfranco Bellacomo |
|    | Italia (bandiera) | C     | Vincenzo Bologna     |

| N. |                   | Ruolo | Calciatore              |
| -- | ----------------- | ----- | ----------------------- |
|    | Italia (bandiera) | C     | Gabriele Bongiorni      |
|    | Italia (bandiera) | C     | Ermanno Bosetti         |
|    | Italia (bandiera) | C     | Ezio Chiogna            |
|    | Italia (bandiera) | C     | Gianni Facchinello      |
|    | Italia (bandiera) | C     | Enrico Piccotti         |
|    | Italia (bandiera) | C     | Claudio Vagheggi        |
|    | Italia (bandiera) | A     | Stefano Baglini         |
|    | Italia (bandiera) | A     | Roberto Barozzi         |
|    | Italia (bandiera) | A     | Riccardo Di Giulio      |
|    | Italia (bandiera) | A     | Alessandro Ferraris (I) |
|    | Italia (bandiera) | A     | Aldo Tascheri           |

## Risultati

### Serie C

#### Girone di andata
| Arbitro: | Paradisi (Fano) |

|              |           |              |
| Mizzotti 11’ | Marcatori | 37’ Piccotti |

| Arbitro: | Esposito (Torre del Greco) |

|  |           |            |
|  | Marcatori | 61’ Cesati |

| Arbitro: | Gazzari (Macerata) |

|             |           |             |
| Andreis 23’ | Marcatori | 22’ Baglini |

| Arbitro: | Lombardo (Marsala) |

|             |           |  |
| Bologna 85’ | Marcatori |  |

| Arbitro: | Rinaldi (Caserta) |

|  |           |             |
|  | Marcatori | 46’ Sartori |

| Arbitro: | Cornegliani (Milano) |

|  |           |                  |
|  | Marcatori | 9’, 50’ Vagheggi |

| Arbitro: | Tani (Livorno) |

|             |           |  |
| Baglini 55’ | Marcatori |  |

| Arbitro: | Morganti (Ascoli Piceno) |

|           |           |  |
| Corti 58’ | Marcatori |  |

| Alessandria 6 novembre 1977 | Alessandria      | 0 – 0 | Sant'Angelo | Stadio Giuseppe Moccagatta\| Arbitro: \| D'Astore (Lecce) \| |
| Arbitro:                    | D'Astore (Lecce) |       |             |                                                              |

| Arbitro: | Vago (Chiavari) |

|                                   |           |                            |
| Fontani 20’ Pillon 43’ Scarpa 59’ | Marcatori | 5’ Chiogna 61’ Facchinello |

| Alessandria 20 novembre 1977 | Alessandria        | 0 – 0 | Pro Patria | Stadio Giuseppe Moccagatta\| Arbitro: \| Faccenda (Salerno) \| |
| Arbitro:                     | Faccenda (Salerno) |       |            |                                                                |

| Arbitro: | Patrussi (Ravenna) |

|                                |           |             |
| Ascagni 87’ Lucetti 90’ (aut.) | Marcatori | 72’ Bologna |

| Alessandria 4 dicembre 1977 | Alessandria      | 0 – 0 | Mantova | Stadio Giuseppe Moccagatta\| Arbitro: \| Vitali (Bologna) \| |
| Arbitro:                    | Vitali (Bologna) |       |         |                                                              |

| Arbitro: | Stillacci (Torino) |

|             |           |  |
| Zanotti 33’ | Marcatori |  |

| Arbitro: | Pezzella (Frattamaggiore) |

|                                      |           |                   |
| Saibene 60’ Ballabio 66’ Teruzzi 83’ | Marcatori | 39’ (aut.) Bonati |

| Arbitro: | Tubertini (Bologna) |

|                               |           |  |
| Bologna 41’, 49’ Vagheggi 88’ | Marcatori |  |

| Arbitro: | Morganti (Ascoli Piceno) |

|              |           |              |
| Vagheggi 87’ | Marcatori | 19’ Schilirò |

| Treviso 15 gennaio 1978 | Treviso      | 0 – 0 | Alessandria | Stadio Omobono Tenni\| Arbitro: \| Baldi (Roma) \| |
| Arbitro:                | Baldi (Roma) |       |             |                                                    |

| Alessandria 22 gennaio 1978 | Alessandria           | 0 – 0 | Udinese | Stadio Giuseppe Moccagatta\| Arbitro: \| Ballerini (La Spezia) \| |
| Arbitro:                    | Ballerini (La Spezia) |       |         |                                                                   |

#### Girone di ritorno
| Piacenza 5 febbraio 1978 | Piacenza           | 0 – 0 | Alessandria | Stadio Galleana\| Arbitro: \| Lanzetti (Viterbo) \| |
| Arbitro:                 | Lanzetti (Viterbo) |       |             |                                                     |

| Arbitro: | Garzi (Palermo) |

|                             |           |             |
| Vitale 17’, 71’ Rizzati 56’ | Marcatori | 74’ Bosetti |

| Arbitro: | Cerquoni (San Severino Marche) |

|            |           |              |
| Sartori 6’ | Marcatori | 87’ Piccotti |

| Alessandria 5 marzo 1978 | Alessandria     | 0 – 0 | Omegna | Stadio Giuseppe Moccagatta\| Arbitro: \| Paradisi (Fano) \| |
| Arbitro:                 | Paradisi (Fano) |       |        |                                                             |

| Arbitro: | Lombardo (Marsala) |

|                                     |           |              |
| Crotti 34’ Roda 40’ Scandroglio 61’ | Marcatori | 55’ Vagheggi |

| Alessandria 15 marzo 1978 | Alessandria          | 0 – 0 | Pergocrema | Stadio Giuseppe Moccagatta\| Arbitro: \| Corigliano (Crotone) \| |
| Arbitro:                  | Corigliano (Crotone) |       |            |                                                                  |

| Alessandria 19 marzo 1978 | Alessandria                | 0 – 0 | Lecco | Stadio Giuseppe Moccagatta\| Arbitro: \| Esposito (Torre del Greco) \| |
| Arbitro:                  | Esposito (Torre del Greco) |       |       |                                                                        |

| Arbitro: | Giaffreda (Roma) |

|                                |           |  |
| Bologna 52’ (rig.) Baglini 90’ | Marcatori |  |

| Arbitro: | Pirandola (Lecce) |

|  |           |                  |
|  | Marcatori | Baglini Vagheggi |

| Arbitro: | Cerofolini (Arezzo) |

|              |           |            |
| Vagheggi 69’ | Marcatori | 7’ Sanguin |

| Arbitro: | Armienti (Bologna) |

|  |           |             |
|  | Marcatori | 39’ Chiogna |

| Arbitro: | Gazzari (Macerata) |

|              |           |  |
| Vagheggi 38’ | Marcatori |  |

| Arbitro: | Paradisi (Fano) |

|             |           |                 |
| Tedoldi 84’ | Marcatori | 89’ Facchinello |

| Arbitro: | Sancini (Bologna) |

|                     |           |                                  |
| Ferraris I 10’, 88’ | Marcatori | 4’, 29’ Piccinetti 62’, 90’ Vriz |

| Arbitro: | Altobelli (Roma) |

|              |           |  |
| Ballarin 10’ | Marcatori |  |

| Arbitro: | Zuffi (Ravenna) |

|                |           |  |
| Ferraris I 55’ | Marcatori |  |

| Arbitro: | Adamu (Cagliari) |

|             |           |             |
| Braghin 28’ | Marcatori | 60’ Baglini |

| Arbitro: | Vitali (Bologna) |

|                                        |           |  |
| Bologna 51’ Vagheggi 64’ Bongiorni 88’ | Marcatori |  |

| Udine 11 giugno 1978 | Udinese      | 0 – 0 | Alessandria | Stadio Friuli\| Arbitro: \| Baldi (Roma) \| |
| Arbitro:             | Baldi (Roma) |       |             |                                             |

### Coppa Italia Semiprofessionisti

#### Girone eliminatorio
| Tortona 24 agosto 1977 | Derthona | 1 – 2 | Alessandria | Stadio Fausto Coppi |

| Sant'Angelo Lodigiano 28 agosto 1977 | Sant'Angelo | 1 – 1 | Alessandria | Stadio Comunale |

| Alessandria 4 settembre 1977                                                 | Alessandria | 3 – 0 | Derthona | Stadio Giuseppe Moccagatta |
| \| \| \| \| \| Serratore 2’ (aut.) Vagheggi 5’ Baglini 9’ \| Marcatori \| \| |             |       |          |                            |
|                                                                              |             |       |          |                            |
| Serratore 2’ (aut.) Vagheggi 5’ Baglini 9’                                   | Marcatori   |       |          |                            |

| Alessandria 7 settembre 1977                                         | Alessandria | 0 – 3                              | Sant'Angelo | Stadio Giuseppe Moccagatta |
| \| \| \| \| \| \| Marcatori \| 3’, 45’ Perego 17’ (aut.) Molinari \| |             |                                    |             |                            |
|                                                                      |             |                                    |             |                            |
|                                                                      | Marcatori   | 3’, 45’ Perego 17’ (aut.) Molinari |             |                            |

## Statistiche

### Statistiche di squadra
| Competizione         | Punti | In casa | In casa | In casa | In casa | In casa | In casa | In trasferta | In trasferta | In trasferta | In trasferta | In trasferta | In trasferta | Totale | Totale | Totale | Totale | Totale | Totale | DR |
| Competizione         | Punti | G       | V       | N       | P       | Gf      | Gs      | G            | V            | N            | P            | Gf           | Gs           | G      | V      | N      | P      | Gf     | Gs     | DR |
| -------------------- | ----- | ------- | ------- | ------- | ------- | ------- | ------- | ------------ | ------------ | ------------ | ------------ | ------------ | ------------ | ------ | ------ | ------ | ------ | ------ | ------ | -- |
| Serie C              | 37    | 19      | 7       | 9       | 3       | 16      | 8       | 19           | 3            | 8            | 8            | 16           | 22           | 38     | 10     | 17     | 11     | 32     | 30     | +2 |
| Coppa Italia Semipro |       | 2       | 1       | 0       | 1       | 3       | 3       | 2            | 1            | 1            | 0            | 3            | 2            | 4      | 2      | 1      | 1      | 6      | 5      | +1 |
| Totale               | -     | 21      | 8       | 9       | 4       | 19      | 11      | 21           | 4            | 9            | 8            | 19           | 24           | 42     | 12     | 18     | 12     | 38     | 35     | +3 |

### Statistiche dei giocatori[6]
| Giocatore       | Serie C  | Serie C | Coppa Italia Semipro | Coppa Italia Semipro | Totale   | Totale |
| Giocatore       | Presenze | Reti    | Presenze             | Reti                 | Presenze | Reti   |
| --------------- | -------- | ------- | -------------------- | -------------------- | -------- | ------ |
| S. Baglini      | 27       | 5       | ?                    | ?                    | 27+      | 5+     |
| R. Barozzi      | 6        | 0       | ?                    | ?                    | 6+       | 0+     |
| G. Bellacomo    | 19       | 0       | ?                    | ?                    | 19+      | 0+     |
| V. Bologna      | 29       | 6       | ?                    | ?                    | 29+      | 6+     |
| G. Bongiorni    | 19       | 1       | ?                    | ?                    | 19+      | 1+     |
| E. Bosetti      | 36       | 1       | ?                    | ?                    | 36+      | 1+     |
| E. Chiogna      | 17       | 2       | ?                    | ?                    | 17+      | 2+     |
| A. Colombo      | 38       | 0       | ?                    | ?                    | 38+      | 0+     |
| R. Contratto    | 30       | 0       | ?                    | ?                    | 30+      | 0+     |
| M. Di Brino     | 4        | 0       | ?                    | ?                    | 4+       | 0+     |
| R. Di Giulio    | 8        | 0       | ?                    | ?                    | 8+       | 0+     |
| G. Facchinello  | 16       | 2       | ?                    | ?                    | 16+      | 2+     |
| A. Ferraris (I) | 13       | 3       | ?                    | ?                    | 13+      | 3+     |
| A. Lucetti      | 38       | -29     | ?                    | ?                    | 38+      | -29+   |
| P. Molinari     | 20       | 0       | ?                    | ?                    | 20+      | 0+     |
| F. Moretti      | 31       | 0       | ?                    | ?                    | 31+      | 0+     |
| E. Piccotti     | 22       | 2       | ?                    | ?                    | 22+      | 2+     |
| A. Tascheri     | 3        | 0       | ?                    | ?                    | 3+       | 0+     |
| F. Tonetto      | 14       | 0       | ?                    | ?                    | 14+      | 0+     |
| C. Vagheggi     | 35       | 9       | ?                    | ?                    | 35+      | 9+     |
| I. Vezzulli     | 1        | -1      | ?                    | ?                    | 1+       | -1+    |
| R. Vichi        | 28       | 0       | ?                    | ?                    | 28+      | 0+     |